# キム・ソンイ
キム・ソンイ（朝: 김송이、英: KIM Song I、1994年8月10日 - ）は、北朝鮮出身の女子卓球選手。2016年9月時点での世界ランキングは29位。

## 経歴
2012年のスウェーデンオープンで優勝。

### リオ五輪で銅メダル獲得
世界ランキング49位で迎えた2016年のリオデジャネイロオリンピックに北朝鮮代表（卓球個人・団体）として初出場。団体戦では北朝鮮15年ぶりのメダル獲得に貢献。
個人戦の初戦で世界ランキング6位、前回ロンドン大会4位の石川佳純をフルゲームの末破り、準決勝で金メダル獲得した丁寧に破れるも、3位決定戦では福原愛を破り銅メダルを獲得した。

### 世界卓球2018
合同チーム「コリア」代表として 日本代表の石川佳純と死闘を繰り広げ、2-3で敗れるも銅メダル獲得。

## プレースタイル
安定した両カットとツッツキで粘りながら回転に変化をつけてミスを誘う。カットのミスが少なくチャンスボールを決めきる為攻撃力も高い。また、折れることのない不動のメンタルも団体戦では大きな強みである。